# 半定量雪原
半定量雪原（英語：Half-ration Névé），是南極洲的雪原，位於維多利亞地的博克格雷溫克海岸，處於飛行員冰川源頭，由新西蘭探險隊命名，現時由南極條約體系管理。